# Wonokoyo (Kedungkandang)
Wonokoyo is een bestuurslaag in het regentschap Malang van de provincie Oost-Java, Indonesië. Wonokoyo telt 5579 inwoners (volkstelling 2010).